# Trochamminula
Trochamminula es un género de foraminífero bentónico de la subfamilia Arenoparrellinae, de la familia Trochamminidae, de la superfamilia Trochamminoidea, del suborden Trochamminina, y del orden Trochamminida. Su especie tipo es Trochamminula fissuraperta. Su rango cronoestratigráfico abarca el Holoceno.

## Discusión
Clasificaciones previas incluían Trochamminula en el suborden Textulariina del orden Textulariida. Otras clasificaciones lo han incluido en el orden Lituolida.

## Clasificación
Trochamminula incluye a las siguientes especies:
- Trochamminula elongata
- Trochamminula fissuraperta
- Trochamminula vinokurovae

Otras especies consideradas en Trochamminula son:
- Trochamminula lobata, aceptado como Trochammina lobata
- Trochamminula lobatula, aceptado como Polystomammina lobatula